# 마르틴 레틀
마르틴 레틀(독일어: Martin Rettl, 1973년 11월 25일~)은 오스트리아의 스켈레톤 선수, 지도자이다. 그는 2002년 동계 올림픽에서 남자 스켈레톤 은메달을 획득했으며 세계 선수권 대회에서 금메달 1개를 획득했다.
현역 은퇴 후 항공 교통 관제사와 스켈레톤 지도자로 활동하고 있다.